# Іноземцев Володимир Володимирович
Іноземцев Володимир Володимирович (25 травня 1964, Красний Луч, Луганська область, УРСР, СРСР — 2 лютого 2020) — український і радянський легкоатлет, який спеціалізувався в потрійному стрибку, чемпіон СРСР і України в потрійному стрибку, рекордсмен СРСР і України. Виступав за «Профспілки» (Луганськ) і «Динамо» (Київ).
20 червня 1990 на змаганнях у Братиславі встановив рекорд СРСР у потрійному стрибку (17,90), який до розпаду СРСР не був перевершений і після розпаду продовжив бути національним рекордом України.

## Основні міжнародні виступи
| Рік                | Змагання                       | Місто           | Місце           | Примітки        |
| Виступи за СРСР    | Виступи за СРСР                | Виступи за СРСР | Виступи за СРСР | Виступи за СРСР |
| ------------------ | ------------------------------ | --------------- | --------------- | --------------- |
| 1983               | Чемпіонат Європи серед юніорів | Швехат          | 9               | [ 2 ]           |
| 1989               | Чемпіонат світу в приміщенні   | Будапешт        | 4               | [ 3 ]           |
| 1989               | Кубок світу                    | Барселона       | 2               |                 |
| 1990               | Ігри доброї волі               | Сіетл           | 3               |                 |
| Виступи за Україна |                                |                 |                 |                 |
| 1993               | Чемпіонат світу                | Штутгарт        | 2кв11           | [ 4 ]           |